# Банди (Порденоне)
Банди је насеље у Италији у округу Порденоне, региону Фурланија-Јулијска крајина.
Према процени из 2011. у насељу је живело 31 становника. Насеље се налази на надморској висини од 20 м.